# Fuentes de Rubielos
Fuentes de Rubielos ist eine spanische Gemeinde (municipio) mit 156 Einwohnern (Stand: 2024) im Südosten der Provinz Teruel in der Autonomen Gemeinschaft Aragonien. 

## Lage
Fuentes de Rubielos liegt knapp 35 Kilometer (Fahrtstrecke) ostsüdöstlich der Provinzhauptstadt Teruel im Bergland der Sierra de Gúdar in einer Höhe von ca. 960 m.

## Bevölkerungsentwicklung
| Jahr      | 1960 | 1970 | 1981 | 1991 | 2006 | 2011 | 2021 |
| Einwohner | 577  | 347  | 215  | 212  | 200  | 206  | 184  |

## Wirtschaft
Landwirtschaft und Tourismus sind die Haupteinnahmequellen des Ortes. 

## Sehenswürdigkeiten

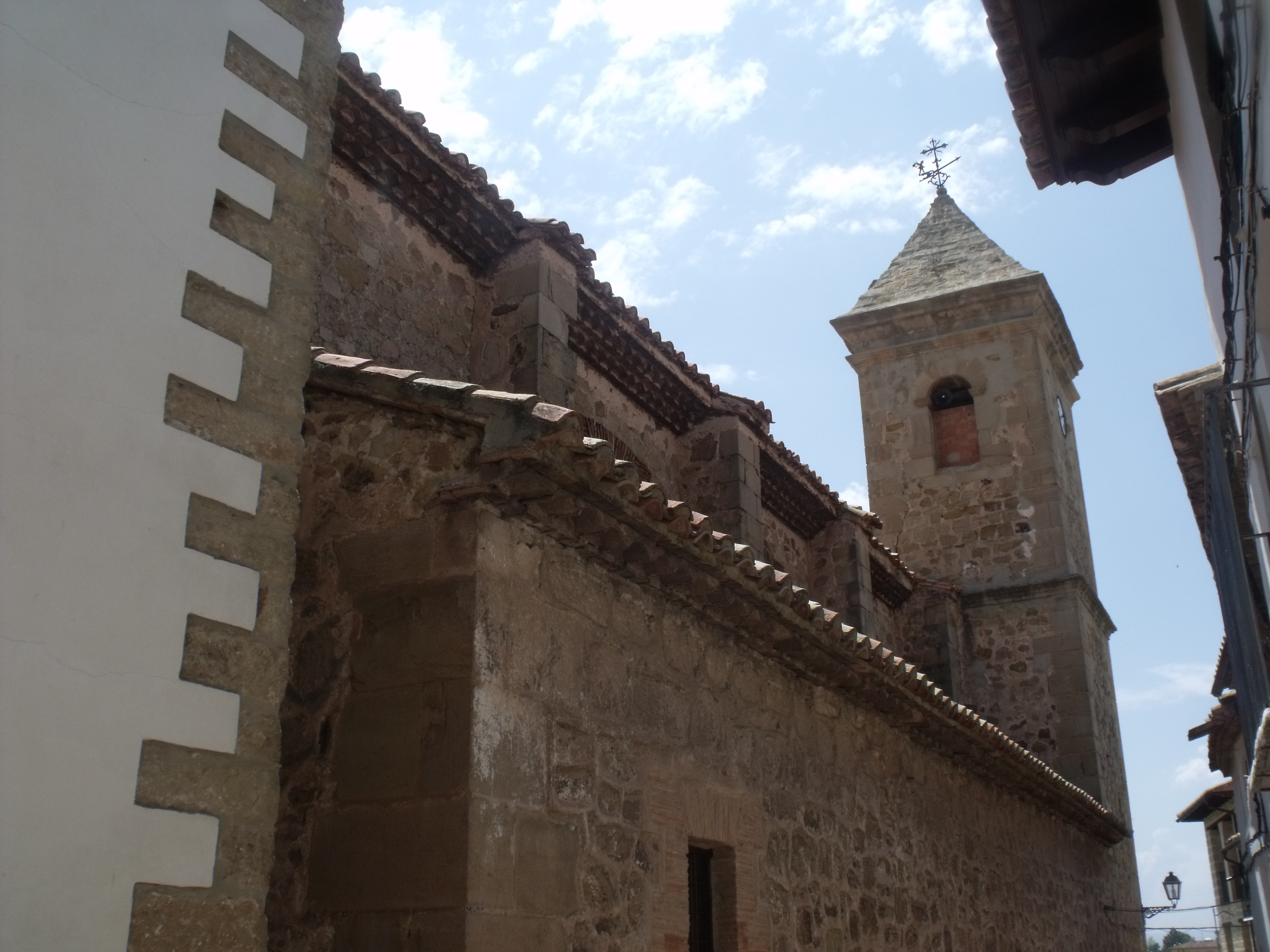
Kirche Mariä Engeln
- Marienkapelle

- Kirche Mariä Engeln